# La Dame de Montsalvy
La Dame de Montsalvy est un roman historique de Juliette Benzoni paru en 1978. Il compose le septième et dernier volet de la série Catherine.

## Histoire
Catherine s'est vue obligée d'abandonner Arnaud de Montsalvy, gravement blessé, au camp du Damoiseau de Commercy.
De son côté, elle est libérée de la puissante forteresse de Châteauvillain où elle s'était réfugiée. Son souhait le plus profond est maintenant de retourner chez elle. Mais la route va être longue ! Pour sauver le roi René, captif, Catherine devra chercher sa voie vers des horizons inattendus : en Lorraine, au Luxembourg, en Flandres même. Mais elle craint d'y revoir celui qui l'a si follement aimée, Philippe, duc de Bourgogne. Que va-t-elle trouver, avant de reprendre le seul chemin cher à son cœur : celui des montagnes d'Auvergne, celui de Montsalvy ?